# Bunte
Die Bunte (Eigenschreibweise: BUNTE) ist eine deutschsprachige Illustrierte. Sie wird von Hubert Burda Media herausgegeben. Die ersten Ausgaben erschienen ab 1948 zunächst unter dem Namen „Das Ufer“, dann erfolgte die Umbenennung in Bunte Illustrierte und schließlich die Verkürzung zu Bunte. Unter der Leitung von Hubert Burda entwickelte sich die Bunte zur modernen Publikumszeitschrift. Heute ist die Bunte eine der auflagenstärksten deutschen Zeitschriften und eine der populärsten Medienmarken des Konzerns. Die verkaufte Auflage beträgt 305.697 Exemplare, ein Minus von 55,2 Prozent seit 1998. Nach dem Rückzug von Patricia Riekel übernahm Robert Pölzer im Juli 2016 die Chefredaktion.

## Geschichte
Nach dem Ende des Zweiten Weltkriegs beauftragten die französischen Behörden Franz Burda, eine illustrierte Zeitschrift zu konzipieren. Daraufhin brachte er 1948 die erste Ausgabe unter dem Namen Das Ufer auf den Markt. Wurde der redaktionelle Teil zunächst von den französischen Behörden bereitgestellt, entstand Anfang der 1950er Jahre eine unabhängige Redaktion. Die Zeitschrift berichtete von Beginn an über verschiedenste gesellschaftliche Ereignisse. 1953 wurde anlässlich der Krönung von Elisabeth II. eine Sonderausgabe in einer Auflage von 100.000 Exemplaren produziert. Die Bildrechte hatte Franz Burda zuvor (gegen den Willen seiner Familie) auf Kredit gekauft. 1954 wurde Das Ufer in Bunte Illustrierte umbenannt. Großformatige Fotostrecken in der Mitte des Blattes, die bereits in Farbe gedruckt waren, bildeten ein wesentliches Element.
In den 1950er und 1960er Jahren entwickelte sich die Bunte zu einer der vertriebsstärksten deutschen Publikumszeitschriften. Bei der Expansion des Blattes spielten auch Zukäufe eine Rolle: 1958 wurde die „Deutsche Illustrierte“ übernommen. 1960 kam die Münchner Illustrierte mit einer Auflage von rund 500.000 Exemplaren hinzu, sodass die Bunte Münchner Illustrierte Anfang 1961 erstmals die Millionengrenze überschritt. Zusätzlich erwarb der Verlag 1963 die traditionsreiche „Frankfurter Illustrierte“, die ebenfalls mit der Bunten zusammengeführt wurde. Fortan hieß das Blatt Bunte Münchner Frankfurter Illustrierte. In den 1960er Jahren thematisierte die Bunte neben der High Society immer öfter auch den Wiederaufbau, Kinofilme und Musik. Größere Aufmerksamkeit erreichte die Zeitschrift zum Beispiel mit einer Fotostrecke über den Eisernen Vorhang.
Im Juli 1972 erschien die „Bunte Illustrierte“ erstmals unter dem kurzen Namen „Bunte“. Das Blatt wurde in den folgenden Jahren vor allem durch Hubert Burda geprägt: 1974 fing er zunächst als Redakteur bei Bunte an. Zwei Jahre später übernahm er die Chefredaktion von Bernd Ruland. Unter seiner Leitung entwickelte sich die Illustrierte zu einer modernen Publikumszeitschrift für die gesellschaftliche Mittelschicht. Die Bunte avancierte Mitte der 1970er Jahre zur meistverkauften Illustrierten Deutschlands. 1983 weihte der Burda-Verlag seine neue Zentrale am Arabellapark in München ein. Im selben Jahr zogen diverse Redaktionen, darunter auch die Bunte, vom Stammsitz in Offenburg in die bayerische Landeshauptstadt. 1985 kaufte der Burda-Verlag für eine Million Mark von Rolf Mengele den mehrere tausend Seiten umfassenden handschriftlichen Nachlass dessen Vaters Josef. Daraus erstellte die Bunte eine mehrteilige Artikelserie über den berüchtigten Lagerarzt von Auschwitz, den Mitverantwortlichen der grausamen medizinischen Experimente an lebenden Menschen. Nachdruckhonorare zahlte der Burda-Verlag nicht direkt an Rolf Mengele, stattdessen kamen sie den Überlebenden von Auschwitz und ihren Hinterbliebenen zugute.
Nach dem Tod Franz Burdas im Jahr 1986 wurde der Burda-Konzern neu geordnet. Hubert Burda wechselte vom Chefredakteur der Bunten in die Position des Verlegers. Als sein Nachfolger war zunächst Peter Boenisch vorgesehen, der diesen Posten jedoch schon Ende 1986 wieder aufgeben musste. Grund dafür waren unter anderem Differenzen über die weitere Ausrichtung und Verluste der Bunten in Millionenhöhe. Ende 1986 ernannte man schließlich Lothar Strobach zum neuen Chefredakteur der Zeitschrift. Ihm wurde 1989 Franz Josef Wagner zur Seite gestellt. Nachdem Strobach dem Burda-Verlag 1994 den Rücken gekehrt hatte, blieb Wagner alleiniger Chefredakteur bis Ende 1996. Seine Tätigkeit wurde nur von einem Intermezzo der Chefredakteurin Beate Wedekind unterbrochen. Diese behauptete sich 1992/1993 lediglich ein Jahr lang als Chefin der Bunten.
Nachdem Wagner aufgrund sinkender Auflagen gehen musste, war zunächst Axel Thorer als Chefredakteur der Bunten im Gespräch. Schließlich übernahm aber im Januar 1997 Patricia Riekel die Leitung der Zeitschrift. Mit ihrem Amtsantritt erschien erstmals ein Politiker, Gerhard Schröder, auf dem Cover der Bunten. Fortan wurde Politik zu einem festen Bestandteil des Blattes. Ein weiteres Beispiel dafür ist die Veröffentlichung von Urlaubsfotos des Verteidigungsministers Rudolf Scharping, während die Bundeswehr kurz vor einem Auslandseinsatz stand. Riekel rückte anstelle des Adels die sogenannten „neuen Eliten“ ins Zentrum. Sie positionierte die Bunte als Zeitschrift für Frauen mit „Zeit, Geld und Lust an gehobenem Klatsch“. Die Auflage der Bunten stabilisierte sich und erreichte 2001 sogar einen neuen Rekord.
Unter der Leitung Riekels entwickelte sich die Zeitschrift zu einer der „schillerndsten Medienmarken“ Deutschlands. 2001 urteilte Der Tagesspiegel, die Bunte sei das neue „Leitmedium unserer Republik“. Während andere Zeitschriften mit wirtschaftlichen Schwierigkeiten zu kämpfen hatten, konnte die Bunte ihre Marktposition ausbauen. Das Blatt rückte ins Zentrum der sogenannten Burda People Group, der später beispielsweise auch die Zeitschriften Amica und Tomorrow zugeordnet wurden. 2002 startete die Bunte in Kooperation mit T-Online ihren ersten Internetauftritt. Nicht erfolgreich war dagegen „Bunte TV“: Das in der ARD gesendete Magazin wurde nach nur sechs Ausgaben aufgrund niedriger Einschaltquoten wieder eingestellt. Der Start von Bunte TV fiel zur Unzeit, da sie mitten während der Diskussion über die Erhöhung der Rundfunkgebühren fiel. 2003 investierte der Burda-Verlag mehrere Millionen in einen Relaunch der Bunten, unter anderem für eine bessere Papierqualität und ein moderneres Format. Trotz sinkender Auflagen war die Bunte in den folgenden Jahren wirtschaftlich erfolgreich. Mit dem Focus erwirtschaftete sie einen Großteil des Gewinns ihres Verlags.
Ab dem 10. Februar 2005 gab es drei zwölfseitige Ausgaben Bunte night, die im Rahmen der Berlinale erschienen. Das Sonderformat im Tabloid-Format erschien in einer Auflage von 40.000 Stück zum Preis von 0,50 Euro.
2016 verließ Patricia Riekel nach über 1.000 Ausgaben die Bunte. Seitdem steht Robert Pölzer als Chefredakteur an der Spitze des Peoplemagazins.

## Auflage
Die Bunte hat in den vergangenen Jahren erheblich an Auflage eingebüßt. Die verkaufte Auflage ist seit 1998 um 55,2 Prozent gesunken. Sie beträgt gegenwärtig 305.697 Exemplare. Das entspricht einem Rückgang von 377.039 Stück. Der Anteil der Abonnements an der verkauften Auflage liegt bei 34,6 Prozent.
| 1998   | 1999   | 2000   | 2001   | 2002   | 2003   | 2004   | 2005   | 2006   | 2007   | 2008   | 2009   | 2010   | 2011   | 2012   | 2013   | 2014   | 2015   | 2016   | 2017   | 2018   | 2019   | 2020   | 2021   | 2022   | 2023   | 2024   |
| ------ | ------ | ------ | ------ | ------ | ------ | ------ | ------ | ------ | ------ | ------ | ------ | ------ | ------ | ------ | ------ | ------ | ------ | ------ | ------ | ------ | ------ | ------ | ------ | ------ | ------ | ------ |
| 682736 | 704339 | 719371 | 758467 | 735963 | 727797 | 730136 | 721300 | 708410 | 706346 | 710466 | 648923 | 617509 | 590048 | 555962 | 526032 | 519570 | 500648 | 463914 | 443472 | 422333 | 404209 | 335341 | 342463 | 316803 | 313212 | 305697 |

## Kritik
Die Bunte war immer wieder in Gerichtsverfahren mit Personen des öffentlichen Lebens verwickelt. 1995 erzielte zum Beispiel Caroline von Hannover vor dem Hamburger Oberlandesgericht das bis dahin höchste Schmerzensgeld der deutschen Pressegeschichte, weil die Bunte ein komplett erfundenes Interview mit ihr veröffentlicht hatte. Dieses enthielt zahlreiche unwahre Informationen über ihr Privatleben. Die Chefredaktion von Bunte rechtfertigte sich, von einer externen Agentur betrogen worden zu sein, die dem Blatt das Interview verkauft hatte. 1996 verklagte Tom Cruise die Bunte auf Schadenersatz, weil sie ihn in einem Interview fälschlicherweise als „zeugungsunfähig“ zitiert hatte. Der stellvertretende Chefredakteur Günter Stampf, der das Interview manipuliert hatte, musste daraufhin den Verlag verlassen. Die Bunte entschuldigte sich bei Cruise, der daraufhin die Klage fallen ließ.
2008 rügte der Deutsche Presserat die Bunte wegen Verstoßes gegen den Pressekodex. Das Blatt hatte über ein neues Automodell berichtet und nach Feststellung des Presserats die Grenzen zur Schleichwerbung bei einem neuen Produkt überschritten. 2010 enthüllte die Zeitschrift Stern, dass die Bunte eine externe Agentur beauftragt hatte, das Privatleben bestimmter Politiker auszuspähen. Einer der Betroffenen, der frühere SPD-Vorsitzende Franz Müntefering, rügte hierauf öffentlich die Bunte für ihre Arbeitsmethoden. 2011 veröffentlichte die Bunte noch vor Beginn des Kachelmann-Prozesses ein Interview mit der Ex-Freundin des Moderators, die dafür mit 50.000 Euro honoriert worden sein soll. Während Kachelmanns Verteidiger die Vereinbarung vor Gericht thematisierte, wies der Burda-Verlag Kritik daran zurück. 2013 erwirkte der ehemalige Bundespräsident Christian Wulff eine einstweilige Verfügung gegen die Bunte. Das Landgericht Köln verbot der Illustrierten, den Eindruck zu erwecken, Wulff habe eine Beziehung mit einer Musikmanagerin.
Die Bunte wiederum setzte sich in einigen Gerichtsverfahren mit ihrer Position durch. 2010 verlor beispielsweise Charlotte Casiraghi einen Prozess gegen das Blatt. Die Tochter von Caroline von Hannover hatte sich ursprünglich gegen die Veröffentlichung von Partyfotos gewehrt. 2016 verlor Günther Jauch in letzter Instanz einen Rechtsstreit um die Berichterstattung der Bunten über seine Hochzeit. Der Anwalt von Günther Jauch sah die Privatsphäre des Moderators verletzt. Der Europäische Gerichtshof für Menschenrechte konnte in der Berichterstattung jedoch keine Rechtsverletzung feststellen. Die deutschen Gerichte hätten das Recht auf Privatsphäre sorgfältig gegen das Informationsinteresse der Öffentlichkeit abgewogen.
2020 hinterfragte Stefan Niggemeier eine mögliche Nähe zwischen redaktioneller Empfehlung und Werbeschaltung im Bunte Special Gesundheit.